# Make It Stop (September's Children)
Make It Stop (September's Children) è un singolo del gruppo musicale statunitense Rise Against, il secondo estratto dal loro sesto album in studio Endgame, pubblicato il 30 maggio 2011.

## Significato della canzone
In un articolo di "Punknews.org", Tim McIlrath, il cantante della band, ha dichiarato: "diversi eventi hanno dato vita alla canzone "Make It Stop", dai suicidi del settembre 2010, ai nostri fan che, di volta in volta, esprimono le loro insicurezze e le loro paure. Ho deciso di scrivere in risposta una canzone, e quando ho scoperto il progetto It Gets Better e l'impegno di Dan Savage (cofondatore del progetto) nel diffondere un messaggio così importante e conciso, mi sono commosso."
La canzone parla esplicitamente del problema del bullismo. Secondo McIlrath "il messaggio è: Andrà meglio, può andare meglio, va meglio, dai alle cose la possibilità di migliorare, non dare fine alla tua vita prematuramente."
Durante il bridge della canzone, i primi 5 dei 9 nomi dei "suicidi di settembre" del 2010 vengono letti a voce alta: Tyler Clementi, age 18; Billy Lucas, age 15; Harrison Chase Brown, age 15; Cody J. Barker, age 17; Seth Walsh, age 13, e durante l'ultimo ritornello ne vengono letti altri 4: Felix Sacco, age 17; Asher Brown, age 13; Caleb Nolt, age 14; Raymond Chase, age 19.

## Video musicale
Il video musicale della canzone, diretto da Marc Klasfeld, segue le vite di tre adolescenti che a scuola subiscono del bullismo perché sono gay.
Si arriva ad un punto in cui i giovani protagonisti del video non riescono più a sopportare tale tormento e pensano di uccidersi, ma prima di commettere il proprio suicidio, ognuno di loro pensa a che impatto potrebbero avere in futuro nella società, trovando così una ragione per continuare a vivere. Il video si conclude con delle scene in cui i tre adolescenti sono diventati persone adulte di successo, e con dei video-messaggi di persone che partecipano al progetto It Gets Better.
Durante il video vengono mostrate anche delle scene in cui la band si esibisce nella palestra della scuola.
Il video è stato girato alla "Rolling Meadows High School" a Rolling Meadows, Illinois; scuola che è stata frequentata da Tim McIlrath, frontman della band.

## Classifiche
| Classifica (2011)                | Posizione massima |
| -------------------------------- | ----------------- |
| US Alternative Songs (Billboard) | 6                 |
| US Rock Songs (Billboard)        | 8                 |

## Formazione
- Tim McIlrath - voce, chitarra
- Zach Blair - chitarra, cori
- Joe Principe - basso, cori
- Brandon Barnes - batteria